# Substack

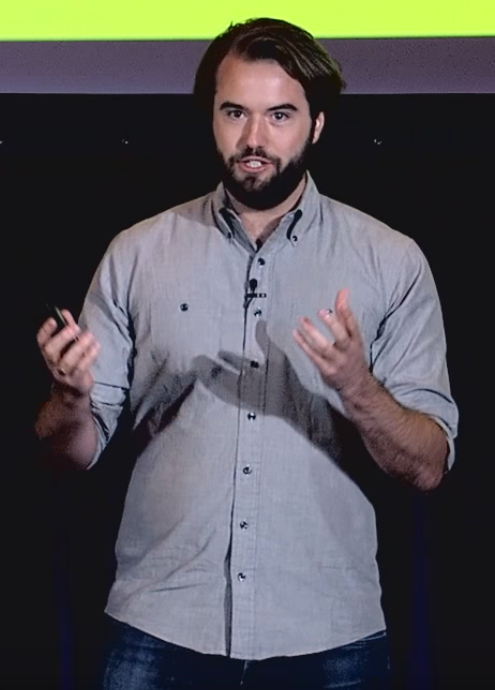
Substacks grundare Chris Best

Substack är ett företag med en internetbaserad plattform för publicering av prenumererbara artiklar, analyser och designer. 
Sidan skapades 2017 av Chris Best, som startade Kik Messenger, tillsammans med Jairaj Sethi och Hamish McKenzie. Substacks huvudkontor är beläget i San Francisco i USA och år 2021 hade bolaget en omsättning på 9 miljoner USD.
Några skribenter på Substack är Glenn Greenwald, Robert Christgau, George Saunders, Salman Rushdie och Seymour Hersh. 